# A Killer Paradox
A Killer Paradox (koreanischer Originaltitel: 살인자ㅇ난감; RR: SarinjaㅇNangam) ist eine südkoreanische Serie, basierend auf dem gleichnamigen Webtoon von Kkomabi. Die Serie wurde am 9. Februar 2024 weltweit auf Netflix veröffentlicht.

## Handlung
Vor sechs Monaten beendete Lee Tang seinen Militärdienst und hadert seither mit seinem Leben. Lee Tang ist ein gewöhnlicher Student, der Teilzeit in einem Gemischtwarenladen arbeitet und auf die Unterstützung seiner Eltern angewiesen ist. Doch eines Abends nimmt sein Leben eine dramatische Wendung, als er während einer Auseinandersetzung unabsichtlich einen Mann tötet. Lee Tang ist schockiert über seine Tat und empfindet große Schuldgefühle, während er die Konsequenzen seines Handelns fürchtet. Kurze Zeit später stellt sich heraus, dass es sich bei dem Mann um einen Serienmörder handelte, der den Strafverfolgungsbehörden entwischt war. Mit dieser Erkenntnis im Hinterkopf führt Lee Tang sein Leben mit einem etwas weniger schlechten Gewissen fort und merkt bald, dass er über eine besondere, übernatürliche Gabe verfügt. Er kann „böse Menschen“, die üble Taten begangen haben, auf einen Blick identifizieren, ganz gleich, hinter welcher unschuldigen Fassade sie sich verstecken. Dies führt letztlich dazu, dass Lee Tang zu einem Antihelden und Selbstjustizler wird, der selbst zum Serienmörder wird, um diejenigen zur Rechenschaft zu ziehen, die in seinen Augen den Tod verdient haben. Sein Handeln bleibt jedoch nicht ohne Folgen, und Jang Nan-gam, ein gerissener und unnachgiebiger Ermittler mit hervorragender Intuition, heftet sich an seine Fersen. Er ermittelt Lee Tang als möglichen Täter und findet sich schon bald in einem Katz- und Mausspiel mit ihm wieder. Song Chon, ein ehemaliger Ermittler, ist ebenfalls hinter Lee Tang her und jagt ihn auf eigene Faust.

## Besetzung und Synchronisation
Die deutschsprachige Synchronisation entstand nach den Dialogbüchern von Matthias Lange und Eva Maria Peters sowie unter der Dialogregie von Matthias Lange durch die Synchronfirma FFS Film- & Fernseh-Synchron in Berlin.
| Rolle                      | Schauspieler    | Synchronsprecher      |
| -------------------------- | --------------- | --------------------- |
| Lee Tang                   | Choi Woo-shik   | Max Felder            |
| Jang Nan-gam               | Son Seok-koo    | Roman Wolko           |
| Song Chon                  | Lee Hee-joon    | Torsten Michaelis     |
| Lee Yu-jeong               | Oh Hye-won      | Giuliana Jakobeit     |
| Roh Bin                    | Kim Yo-han      | Marco Eßer            |
| Kim Myeong-jin / Yeo Bu-il | Jo Hyun-woo     | Viktor Neumann        |
| Seon Yeo-ok                | Jung Yi-seo     | Franziska Trunte      |
| Kang Jae-jun               | Seo Jae-kwon    | Julian Tennstedt      |
| Lee Jin-seong              | Baek Yu-sung    | Paul-Lino Krenz       |
| Park Chung-jin             | Hyun Bong-sik   | Bernhard Völger       |
| Ahn Yong-jae               | Kwon Da-ham     | Karim El Kammouchi    |
| Jung Gang-hyo              | Park Ji-han     | Sebastian Kluckert    |
| Kang Sang-muk              | Lee Joong-ok    | Armin Schlagwein      |
| Lee Yeong                  | Kim Min-ju      | Celina Gaschina       |
| Gyeong-hwan                | Choi Sun-woo    | Philip Süß            |
| Kim Jun-hyeok              | Lee Sang-won    | Jan Makino            |
| Lee Chang-taek             | Choi Yoon-suk   | Florian Clyde         |
| Lee Gwang-hun              | Moon Young-dong | Tobias Lelle          |
| Hyeong Jeong-guk           | Seung Eui-yeol  | Hubert Burczek        |
| Hyeong Ji-su               | Han Ji-an       | Magdalena Montasser   |
| Moon Myeong-jun            | Lee Ji-hoon     | Leonhard Mahlich      |
| Choi Gyeong-a              | Lim Se-joo      | Jodie Blank           |
| Ha Sang-min                | Roh Jae-won     | Oliver Bender         |
| Lee Hyeon-ji               | Han Yun-ji      | Josephine Schmidt     |
| Jang Gap-su                | Lee Joo-won     | Thomas Schmuckert     |
| Jae-sun                    | Jang Sun        | Jessica Rust          |
| Staatsanwalt Ji            | Nam Jin-bok     | Matthias Scherwenikas |
| Ms. Hwang                  | Shin Mi-young   | Nadine Heidenreich    |
| Mutter von Lee Tang        | Oh Min-ae       | Tanja Fornaro         |
| Vater von Lee Tang         | Heo Sun-haeng   | Wolfgang Wagner       |

## Episodenliste
| Nr.                                                                         | Deutscher Titel | Originaltitel |
| --------------------------------------------------------------------------- | --------------- | ------------- |
| 1                                                                           | Folge 1         | 1화           |
| 2                                                                           | Folge 2         | 2화           |
| 3                                                                           | Folge 3         | 3화           |
| 4                                                                           | Folge 4         | 4화           |
| 5                                                                           | Folge 5         | 5화           |
| 6                                                                           | Folge 6         | 6화           |
| 7                                                                           | Folge 7         | 7화           |
| 8                                                                           | Folge 8         | 8화           |
| Am 9. Februar 2024 wurden alle Folgen der Serie bei Netflix veröffentlicht. |                 |               |